# Zombie (chanson de Maître Gims)
Pour les articles homonymes, voir Zombie (homonymie).
Singles de Maître Gims
You Lose
(2013) Warano Style
(2014)
Zombie est une chanson de Maître Gims extraite de la réédition de l'album Subliminal : La face cachée sorti en décembre 2013. La chanson est écrite et composée par Maître Gims et Renaud Rebillaud.

## Classements hebdomadaires
| Classement (2013-2014)                  | Meilleure position |
| --------------------------------------- | ------------------ |
| Belgique (Flandre Ultratip 100)         | 39                 |
| Belgique (Flandre Ultratop R&B/Hip-Hop) | 20                 |
| Belgique (Wallonie Ultratop 50 Singles) | 11                 |
| Belgique (Wallonie Ultratop 50 Airplay) | 10                 |
| France (SNEP)                           | 3                  |
| France (SNEP Radio)                     | 2                  |
| France (SNEP Téléchargement)            | 3                  |
| Pays-Bas (Nederlandse Top 40)           | 54                 |
| Suisse (Schweizer Hitparade)            | 62                 |
| Suisse (Charts Romandie)                | 19                 |